# Deutsche Einband-Meisterschaft 1965/66

Veranstaltungsort: Berlin

Die Deutsche Einband-Meisterschaft 1965/66 ist eine Billard-Turnierserie und fand vom 24. bis zum 27. Februar 1966 in West-Berlin zum 13. Mal statt.

## Geschichte
August Tiedtke feierte in Berlin seinen dritten deutschen Meistertitel im Einband. Vor dem Finale waren Tiedtke und Ernst Rudolph Matchpunktgleich an der Tabellenspitze. Für Rudolph hätte ein Unentschieden zum Titelgewinn gereicht. Lange war die Partie völlig offen. Am Ende setzte sich dann aber die Routine von Tiedtke durch und er gewann mit 200:181 in 35 Aufnahmen. Rudolph musste sich mit allen Turnierbestleistungen zufriedengeben. Dritter wurde zum fünften Mal Siegfried Spielmann. Mit Günter Siebert und Dieter Müller nahmen erstmals Akteure an einer Einband-DM teil, die diese Spielart in den nächsten Jahren prägen sollten.

## Modus
Gespielt wurde im Round Robin-Modus bis 200 Punkte.
Die Endplatzierung ergab sich aus folgenden Kriterien:
1. Matchpunkte
2. Generaldurchschnitt (GD)
3. Bester Einzeldurchschnitt (BED)
4. Höchstserie (HS)

## Teilnehmer (nach Ausgangsklassement)
1. Ernst Rudolph (Köln)
2. Siegfried Spielmann (Düsseldorf)
3. August Tiedtke (Saarbrücken)
4. Josef Bolz (Köln)
5. Rudolf Apelt (Berlin)
6. Dieter Müller (Berlin)
7. Günter Siebert (Unna)
8. Hartmut Burwig (Berlin)

## Abschlusstabelle
| MP    | Match Points (Sieger = 2; Unentschieden = 1; Verlierer = 0) |
| Pkte. | Erzielte Karambolagen                                       |
| Aufn. | Benötigte Versuche                                          |
| GD    | Generaldurchschnitt                                         |
| BED   | Bester Einzeldurchschnitt eines Spielers                    |
| HS    | Höchstserie                                                 |
|       | Bester GD des Turniers                                      |
|       | Bester ED des Turniers                                      |
|       | Beste HS des Turniers                                       |
|       | 1. Platz (Gold)                                             |
|       | 2. Platz (Silber)                                           |
|       | 3. Platz (Bronze)                                           |

| Endklassement             | Endklassement       | Endklassement | Endklassement | Endklassement | Endklassement | Endklassement | Endklassement | Endklassement | Endklassement |
| Platz                     | Name                | MP            | Pkte.         | Aufn.         | GD            | BED           | HS            |               |               |
| ------------------------- | ------------------- | ------------- | ------------- | ------------- | ------------- | ------------- | ------------- | ------------- | ------------- |
| 1                         | August Tiedtke      | 14:0          | 1400          | 333           | 4,20          | 5,71          | 35            |               |               |
| 2                         | Ernst Rudolph       | 12:2          | 1381          | 308           | 4,48          | 6,25          | 62            |               |               |
| 3                         | Siegfried Spielmann | 8:6           | 1298          | 337           | 3,85          | 4,76          | 38            |               |               |
| 4                         | Günter Siebert      | 8:6           | 1201          | 414           | 2,90          | 3,50          | 32            |               |               |
| 5                         | Dieter Müller       | 6:8           | 1208          | 414           | 2,91          | 4,00          | 24            |               |               |
| 6                         | Rudolf Apelt        | 6:8           | 1051          | 375           | 2,80          | 3,84          | 31            |               |               |
| 7                         | Josef Bolz          | 2:12          | 1156          | 388           | 2,97          | 3,77          | 26            |               |               |
| 8                         | Hartmut Burwig      | 0:14          | 785           | 427           | 1,83          | –             | 15            |               |               |
| Turnierdurchschnitt: 3,16 |                     |               |               |               |               |               |               |               |               |